# Mont Hakodate
Le mont Hakodate (函館山, Hakodate-yama) est une montagne culminant à 334 m d'altitude dans la ville de Hakodate en Hokkaidō au Japon.